# Dascyllus flavicaudus
Dascyllus flavicaudus és una espècie de peix de la família dels pomacèntrids i de l'ordre dels perciformes.

## Morfologia
Els mascles poden assolir els 12 cm de longitud total.

## Distribució geogràfica
Es troba al sud-est d'Oceania, incloent-hi les Illes de la Societat, les Tuamotu i Pitcairn.